# Stazione di Siliqua
La stazione di Siliqua è una stazione ferroviaria a servizio del comune di Siliqua, situata lungo la ferrovia Decimomannu-Iglesias.

## Storia
Le origini della stazione del gruppo Ferrovie dello Stato di Siliqua risalgono attorno al 1870, quando la Compagnia Reale delle Ferrovie Sarde portò avanti i lavori di costruzione della linea da Decimomannu a Iglesias, che sarebbe passata appunto nell'abitato di Siliqua. Il primo tronco della ferrovia, il Decimomannu-Siliqua, fu inaugurato il 6 aprile 1872, e con essa i primi treni raggiunsero la nuova stazione che, dal 19 maggio dello stesso anno, fu collegata anche con la stazione di Iglesias.

La stazione FS (sulla sinistra) e la stazione FMS (a destra) negli anni venti del Novecento

Il 1º gennaio 1920 lo scalo, così come il resto delle infrastrutture delle Ferrovie Reali, passò alla gestione del gruppo FS. In quello stesso decennio inoltre fu dato il via al progetto di realizzazione delle ferrovie a scartamento ridotto nel Sulcis-Iglesiente, affidato alle Ferrovie Meridionali Sarde. La costruzione di queste nuove strade ferrate interessò particolarmente la stazione FS di Siliqua, di fronte alla quale fu costruita un'altra stazione, capolinea della ferrovia Siliqua-San Giovanni Suergiu-Calasetta, inaugurata nel 1926. Per garantire l'intermodalità merci tra le due amministrazioni, nella stazione FS furono posati alcuni binari a scartamento ordinario terminanti nello scalo merci della stazione FMS, dotato di un piano caricatore comune ai due scartamenti.

La stazione vista dal piazzale binari negli anni sessanta

Le stazioni FS ed FMS di Siliqua divennero quindi un'importante area di scambio di passeggeri e merci tra i due vettori, rivestendo una particolare importanza per le popolazioni del Basso Sulcis che raggiungevano Siliqua coi treni delle Meridionali Sarde e qui potevano dirigersi verso Cagliari ed il resto dell'isola dopo un trasbordo. Insieme alle stazioni di Iglesias e di San Giovanni Suergiu, l'area ferroviaria costituì uno dei 3 vertici del triangolo (con in più l'appendice che da San Giovanni Suergiu portava all'isola di Sant'Antioco) costituente il sistema ferroviario pubblico del Sulcis-Iglesiente dell'epoca(formato dalla Siliqua-San Giovanni Suergiu e dalla San Giovanni Suergiu-Iglesias delle FMS oltre alla tratta Iglesias-Siliqua delle Ferrovie dello Stato).

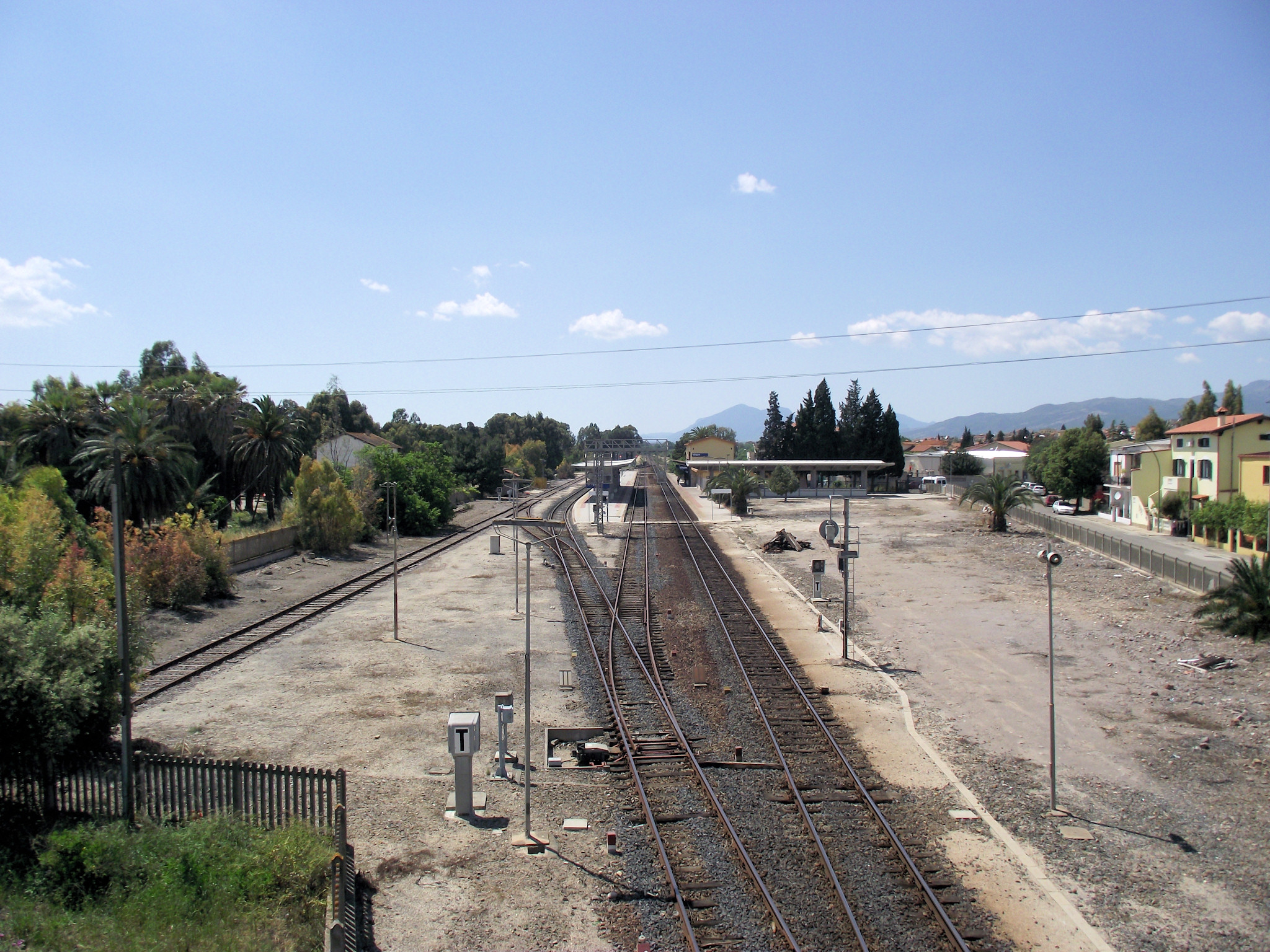
La stazione nel 2010, con la configurazione binari in uso sino al 2012

Il secondo dopoguerra portò progressivamente alla perdita dello status di stazione di interscambio dello scalo FS di Siliqua, con la riduzione dell'attività (soprattutto merci) nella stazione FMS. Nel 1968 a causa dei lavori per la realizzazione della diga di Bau Pressiu fu chiusa la tratta Siliqua-Narcao delle FMS, sostituita da un servizio di autocorse, e con essa cessò l'attività ferroviaria anche la vicina stazione FMS. Lo scalo FS tornò quindi ad essere l'unico attivo nel comune di Siliqua, e negli anni subi vari interventi di modifica del piano del ferro e delle infrastrutture di servizio. Oltre a varie riduzioni del numero di binari nello scalo (portati a 2 passanti più un tronco nel 2012), il fabbricato viaggiatori fu ristrutturato e ampliato in direzione Decimomannu, mentre una volta dismesso, nell'ex scalo merci dell'impianto fu costruito un sottopassaggio pedonale negli anni duemila.

## Strutture e impianti

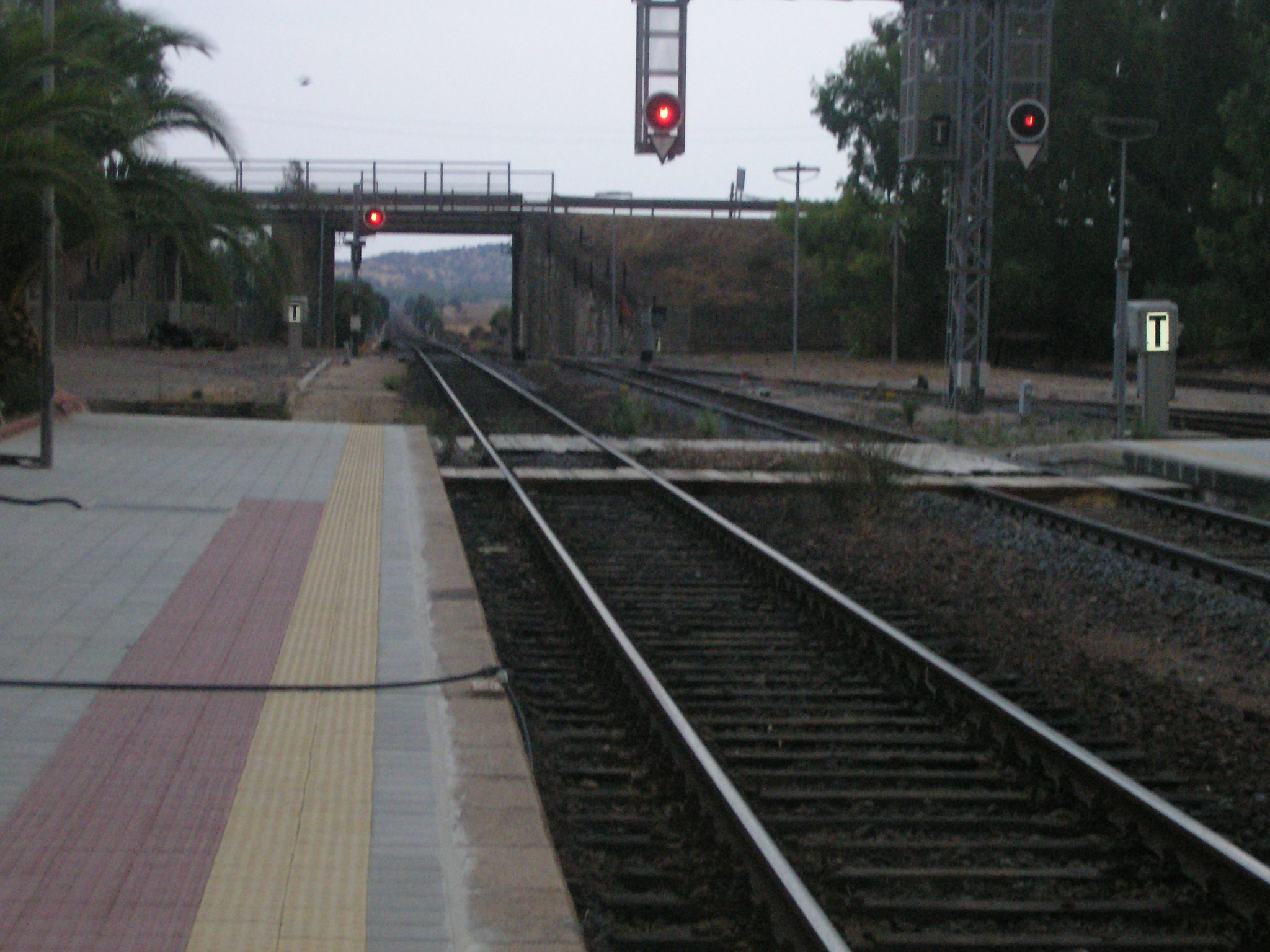
I binari in uscita dalla stazione in direzione Decimomannu nel 2007. Sulla destra si intravede il terzo binario passante presente all'epoca nell'impianto, soppresso nel 2012

Situata lungo la ferrovia Decimomannu-Iglesias. la stazione di Siliqua dal punto di vista dell'infrastruttura ferroviaria ha presentato più configurazioni del piano binari. Quella in uso dal 2012 prevede due binari passanti (di cui uno di corsa) impiegati per il traffico passeggeri, dotato ognuno di una propria banchina. Dal binario di incrocio (il 2) è possibile accedere in direzione Villamassargia ad un binario tronco. Prima del ridimensionamento del 2012 i binari passanti erano 3 (il terzo condivideva la banchina col secondo), più un ulteriore binario tronco. In passato un ulteriore binario terminava tronco sul fianco est dell'area edifici dove era situato lo scalo merci dell'impianto (inizialmente situato all'altro capo del fabbricato viaggiatori), attivo in passato in maniera particolare per i trasbordi delle merci dirette dalla rete FMS a quella FS e viceversa. Per questo motivo due ulteriori binari a scartamento ordinario raggiungevano lo scalo merci della stazione FMS quanto questa era attiva.
Lo scalo non è presenziato ed il movimento e gli annunci alla clientela sono gestiti dal 2005 dal DCO di Cagliari.

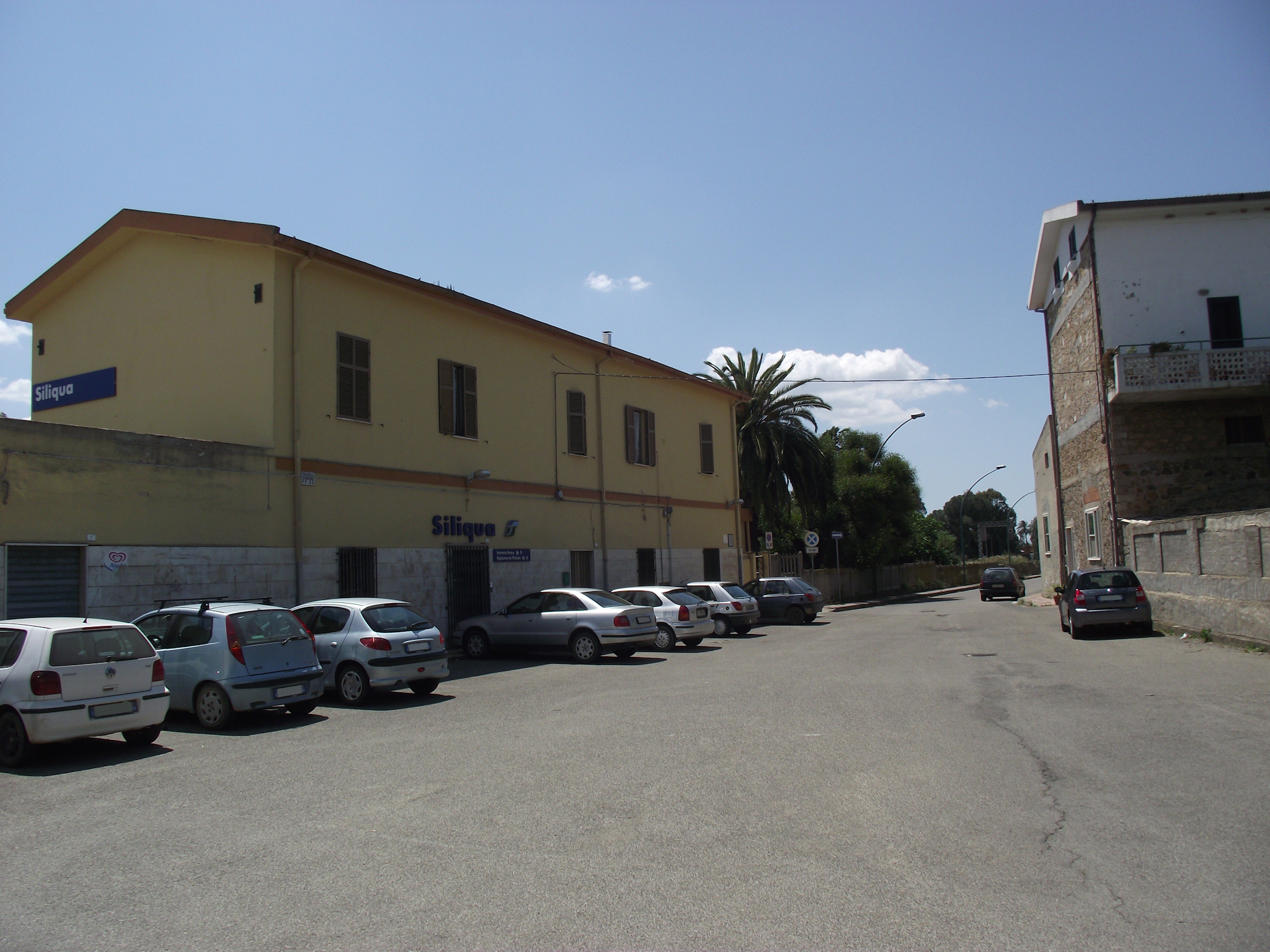
Il fabbricato viaggiatori, visto dal parcheggio della stazione

Per quanto riguarda gli edifici di stazione il fabbricato viaggiatori si presentava in origine come una costruzione a due piani con pianta rettangolare avente 5 luci sui lati lunghi e 2 su quelli corti, a cui nel corso degli anni è stata aggiunta un'espansione sul solo piano terra (l'unico al 2014 in uso per l'esercizio ferroviario, mentre i locali del primo piano sono divenuti un'abitazione privata) sul lato est della costruzione. Ad ovest dell'edificio principale è presente il piccolo locale dei servizi igienici.

## Movimento
Interessata all'esclusivo traffico passeggeri, la stazione è raggiunta da treni regionali espletati da Trenitalia aventi capolinea Iglesias e Carbonia Serbariu a ovest e Cagliari in direzione est.

## Servizi

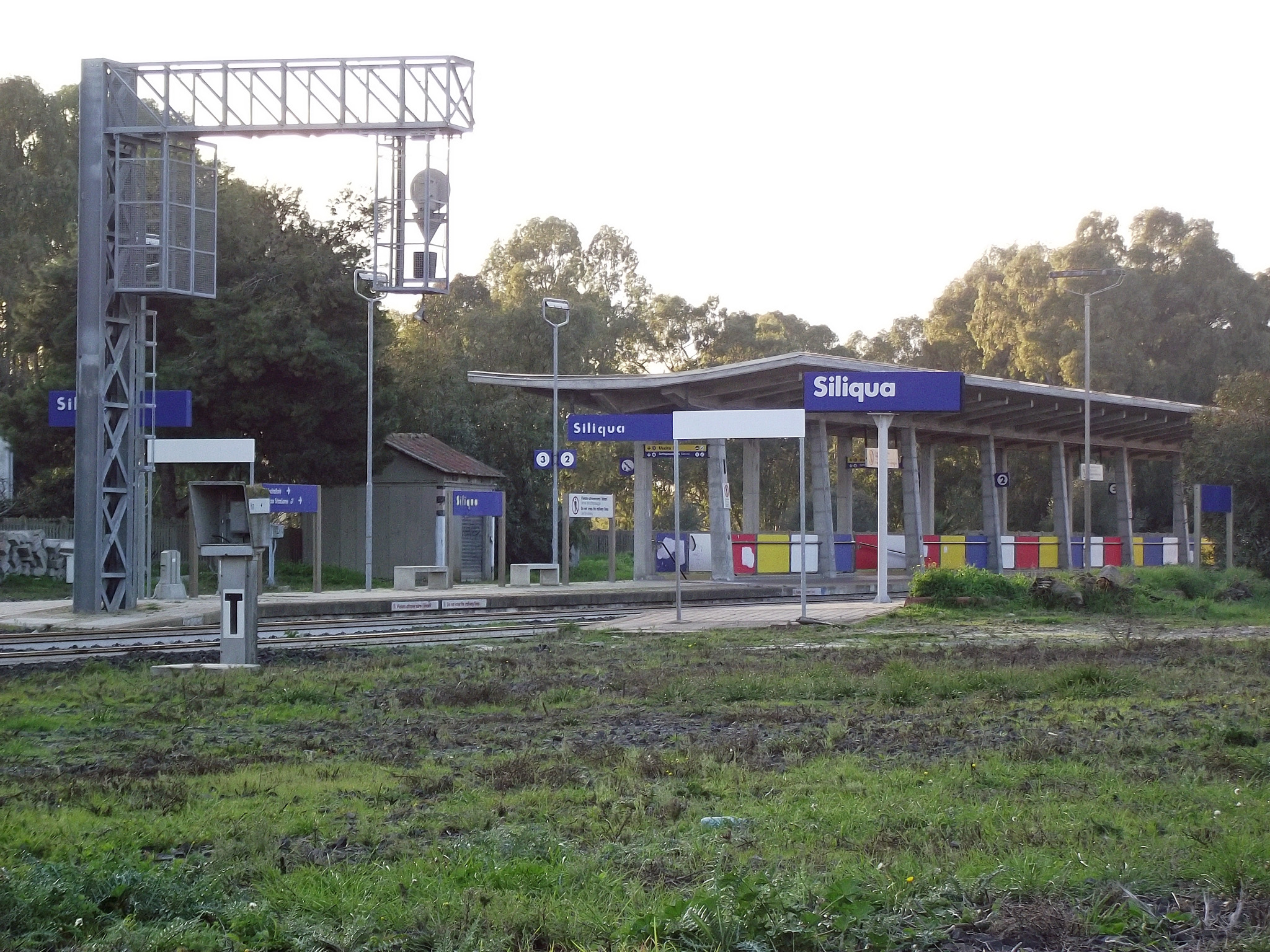
La banchina del binario due, con l'accesso al sottopasso pedonale

Dal punto di vista della classificazione commerciale la stazione di Siliqua è inserita da RFI nella categoria bronze, ed è strutturato per garantire l'accessibilità alle persone portatrici di disabilità motorie e visive.
L'accesso ai binari passeggeri è garantito da due banchine (una delle quali attigua al fabbricato viaggiatori), entrambe dotate di pensilina e collegate tra loro da un sottopassaggio pedonale. L'area è dotata inoltre di un sistema di videosorveglianza. Dal punto di vista dei servizi è presente una biglietteria automatica (in passato era invece presente una rivendita a sportello) all'interno della sala d'aspetto della stazione.
- Biglietteria automatica
- Sala d'attesa

## Interscambi
Dinanzi al cancello dell'ex area merci della stazione partono i pullman dell'ARST che coprono la relazione già ferroviaria per San Giovanni Suergiu e Calasetta. A poche centinaia di metri dalla stazione inoltre è presente una seconda fermata dell'ARST da cui è possibile raggiungere altre destinazioni del Sulcis e del Cagliaritano. Un altro vettore operante nella stazione è la Tourbus, i cui autobus collegano lo scalo con Vallermosa.
- Fermata autobus

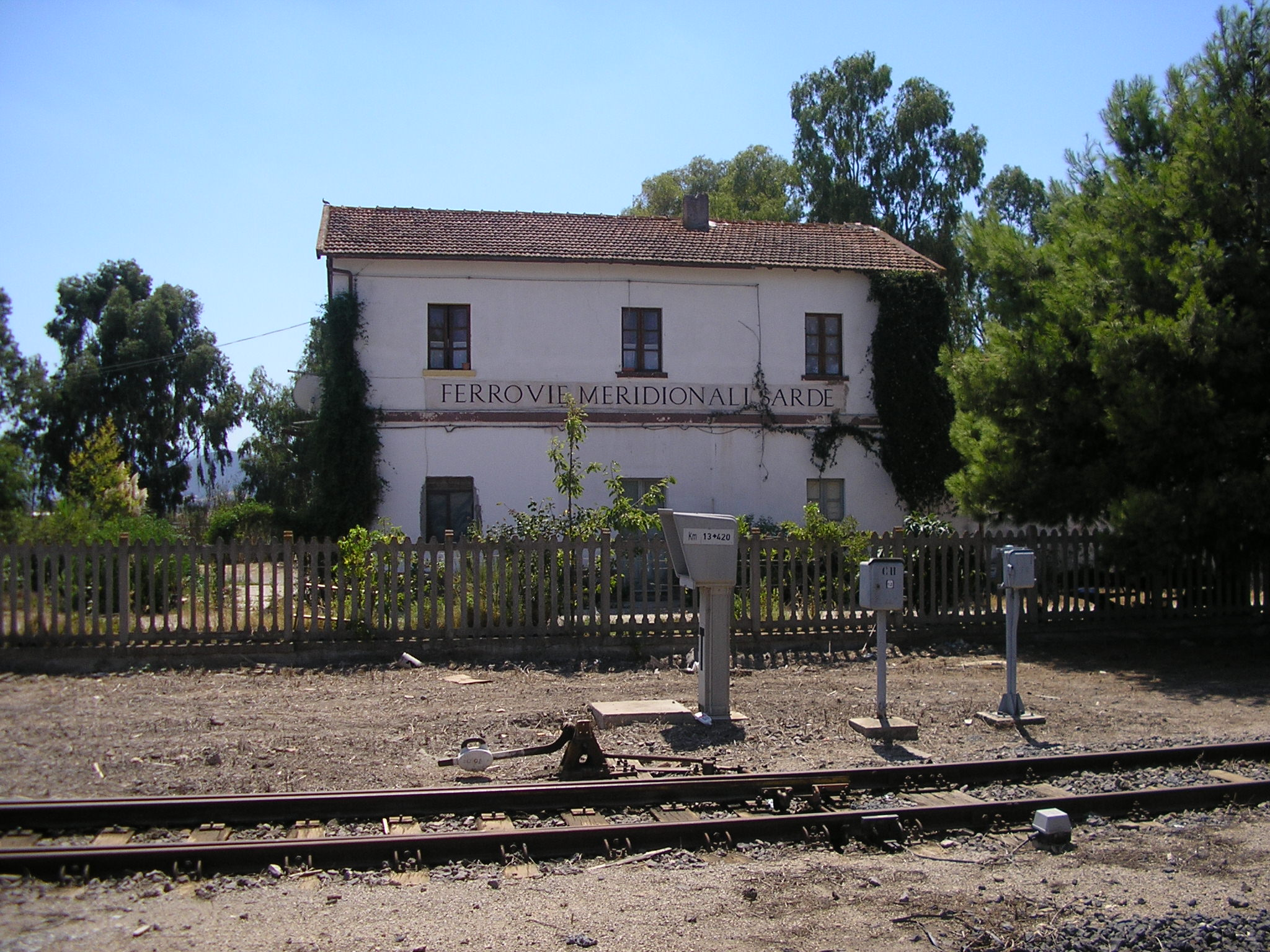
Il fabbricato viaggiatori della ex stazione FMS di Siliqua, attiva sino al 1968

Sino al 1968 era inoltre attiva a sud dello scalo la stazione capolinea delle FMS della ferrovia per Calasetta.